# 吾妻橋 (墨田区)

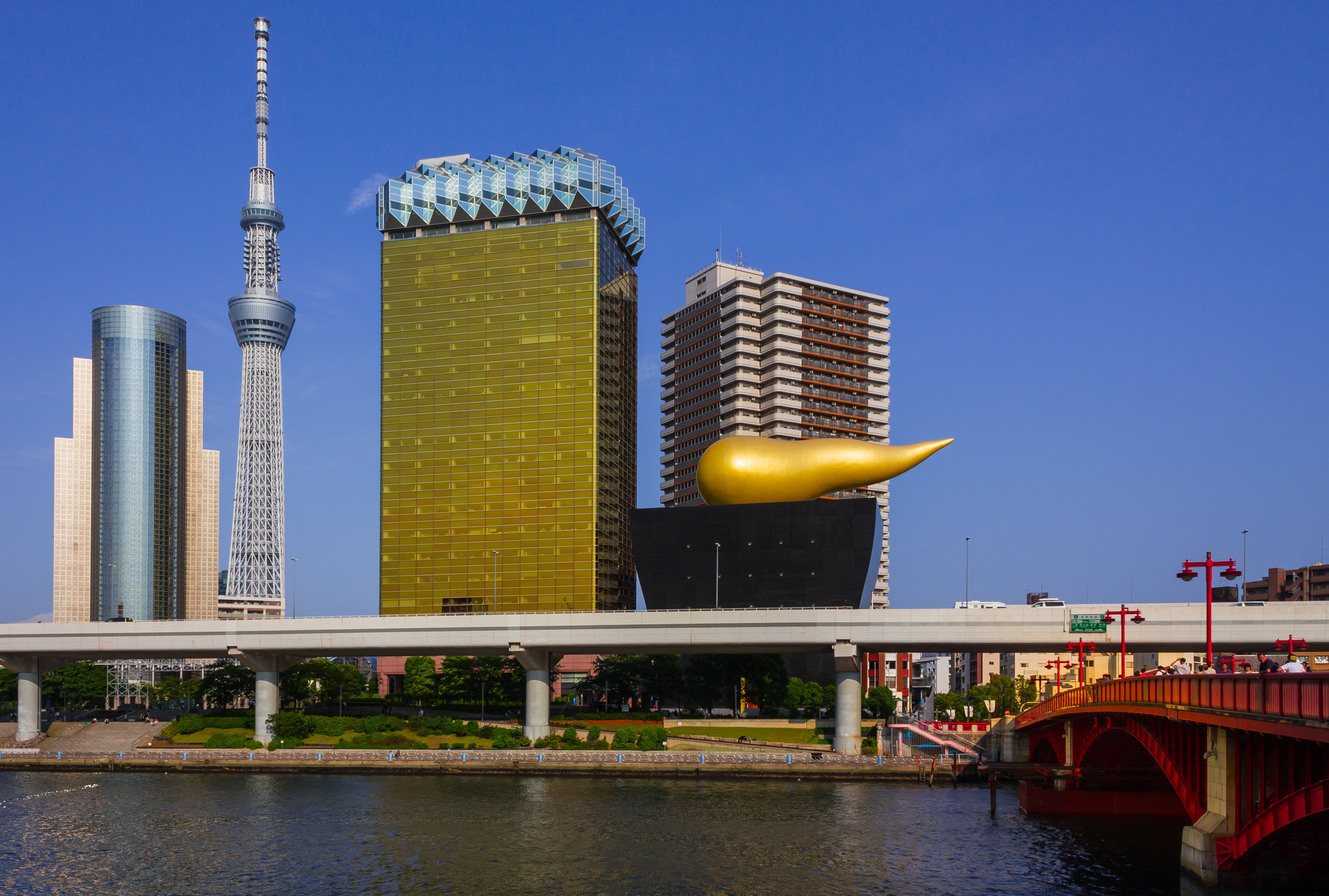
右がアサヒビール本部ビルと隣接するオブジェが乗るのはスーパードライホール。左の銀色のビルは墨田区役所庁舎。手前の高架橋は首都高速6号向島線で右手が吾妻橋。アサヒビール本部ビルと墨田区役所の間には東京スカイツリーが見える。

吾妻橋（あづまばし）は、東京都墨田区の町名。現行行政地名は吾妻橋一丁目から吾妻橋三丁目。住居表示実施済み区域。

## 地理
東京都墨田区の西部、本所地域内に位置する。墨田区役所の所在地である。北で北十間川を挟んで対岸に向島、東で業平、南で東駒形、西で隅田川を挟んで対岸に台東区花川戸および雷門と隣接する。
地区北辺を北十間川、東辺を大横川と接する。また、西辺を接する隅田川水上をもって江東区-台東区境を成す。区役所のある西側に吾妻橋一丁目、中央に吾妻橋二丁目、東側に吾妻橋三丁目が並ぶ。
隅田川沿いに本部ビルを構えるアサヒビールスーパードライホール上にある炎をイメージしたオブジェ（「フラムドール（フランス語 flamme d'or、金の炎）」）は、同社の象徴的なモニュメントであるだけでなく、隅田川の特徴的ランドスケープとして存在感を示している。

## 歴史
墨田区の吾妻橋、東駒形、業平の辺りの地域は、かつては中ノ郷（なかのごう）と呼ばれた旧武蔵国の村であった。隣接する小梅とともに北本所とも総称された。明治以降、東京府南葛飾郡中ノ郷村、東京市本所区を経て、現在の地名となった。現在でも東駒形には中ノ郷信用組合の本店があり、古い地名を残している。

## 世帯数と人口
2025年（令和7年）3月1日現在（墨田区発表）の世帯数と人口は以下の通りである。
| 丁目         | 世帯数    | 人口    |
| ------------ | --------- | ------- |
| 吾妻橋一丁目 | 1,455世帯 | 2,259人 |
| 吾妻橋二丁目 | 991世帯   | 1,484人 |
| 吾妻橋三丁目 | 994世帯   | 1,720人 |
| 計           | 3,440世帯 | 5,463人 |

### 人口の変遷
国勢調査による人口の推移。
| 年                 | 人口  |
| ------------------ | ----- |
| 1995年（平成7年）  | 4,056 |
| 2000年（平成12年） | 4,060 |
| 2005年（平成17年） | 4,647 |
| 2010年（平成22年） | 5,002 |
| 2015年（平成27年） | 4,958 |
| 2020年（令和2年）  | 5,202 |

### 世帯数の変遷
国勢調査による世帯数の推移。
| 年                 | 世帯数 |
| ------------------ | ------ |
| 1995年（平成7年）  | 1,755  |
| 2000年（平成12年） | 1,895  |
| 2005年（平成17年） | 2,393  |
| 2010年（平成22年） | 2,719  |
| 2015年（平成27年） | 2,774  |
| 2020年（令和2年）  | 3,035  |

## 学区
区立小・中学校に通う場合、学区は以下の通りとなる（2022年9月時点）。
| 丁目         | 番地 | 小学校             | 中学校             |
| ------------ | ---- | ------------------ | ------------------ |
| 吾妻橋一丁目 | 全域 | 墨田区立横川小学校 | 墨田区立本所中学校 |
| 吾妻橋二丁目 | 全域 | 墨田区立横川小学校 | 墨田区立本所中学校 |
| 吾妻橋三丁目 | 全域 | 墨田区立横川小学校 | 墨田区立本所中学校 |

## 交通

### 鉄道
- ○都営地下鉄浅草線：本所吾妻橋駅

### 道路
- 東京都道319号環状三号線（三ツ目通り）
- 東京都道453号本郷亀戸線（清澄通り・浅草通り）
- 東京都道461号吾妻橋伊興町線（墨堤通り）
- 東京都道463号上野月島線（清澄通り・浅草通り）

首都高速道路・出入口
- 首都高速6号向島線

### 橋梁
- 北十間川に架かる橋
  - 枕橋（東京都道461号吾妻橋伊興町線・墨堤通り）
  - 源森橋（東京都道319号環状三号線・三ツ目通り）
- 大横川に架かる橋
  - 業平橋（東京都道453号本郷亀戸線・浅草通り）
- 隅田川に架かる橋
  - 吾妻橋（東京都道453号本郷亀戸線）

## 事業所
2021年（令和3年）現在の経済センサス調査による事業所数と従業員数は以下の通りである。
| 丁目         | 事業所数  | 従業員数 |
| ------------ | --------- | -------- |
| 吾妻橋一丁目 | 150事業所 | 4,866人  |
| 吾妻橋二丁目 | 130事業所 | 854人    |
| 吾妻橋三丁目 | 85事業所  | 926人    |
| 計           | 365事業所 | 6,646人  |

### 事業者数の変遷
経済センサスによる事業所数の推移。
| 年                 | 事業者数 |
| ------------------ | -------- |
| 2016年（平成28年） | 387      |
| 2021年（令和3年）  | 365      |

### 従業員数の変遷
経済センサスによる従業員数の推移。
| 年                 | 従業員数 |
| ------------------ | -------- |
| 2016年（平成28年） | 5,093    |
| 2021年（令和3年）  | 6,646    |

### 主な企業
- アサヒグループホールディングス - 1丁目に本社が所在。傘下のアサヒビール、ニッカウヰスキー[14]、アサヒ飲料、アサヒグループ食品の本社もここにある。
- 小森コーポレーション - 3丁目に本社が所在、周辺にも関連施設が点在。
- 海老屋總本舗 - 1丁目にある老舗の佃煮屋。
- 東信用組合 - 1丁目に本店が所在。
- 東日本銀行 - 3丁目に吾妻橋支店が所在。

## 施設
- 墨田区役所
- スーパードライホール
- 警視庁本所警察署吾妻橋交番 - 三ツ目通りと浅草通りの交差点に所在。
- 本所吾妻橋駅前郵便局 - かつては浅草通りから少し入った場所に「墨田吾妻橋郵便局」があったが、2015年に30mほど離れた浅草通り沿いの駅前に移転し改称した。

### 史跡
- 清雄寺
- 天祥寺
- 如意輪寺
- 遍照院
- 妙縁寺

### かつてあった施設
- ペッパーフードサービス - 3丁目に本社があったが、2018年に墨田区太平のオリナス内に移転。
- 至誠館大学 - 1丁目に東京サテライト教室があったが（当時は山口福祉文化大学という名称）、2017年に池袋に移転。

## その他

### 日本郵便
- 郵便番号 : 130-0001[3]（集配局 : 本所郵便局[15]）。

### 関連作品
- こちら葛飾区亀有公園前派出所 - 単行本76巻の扉絵（中表紙）に本所吾妻橋駅A4（交差点の北東）出入口が描かれている。

### 関連番組
- 出没!アド街ック天国（テレビ東京）
  - 『本所吾妻橋』（1998年5月16日） - 第1位はアサヒビール本社。
  - 『本所吾妻橋』（2010年10月9日） - ゲストは高橋英樹、三田寛子、三遊亭円楽。